# Formicarius nigricapillus
Il tordo formichiero testanera o formicario testanera (Formicarius nigricapillus Ridgway, 1893) è un uccello passeriforme della famiglia Formicariidae.

## Etimologia
Il nome scientifico della specie, nigricapillus, deriva dal latino e significa "dalla testa nera", in riferimento alla livrea di questi uccelli: il loro nome comune altro non è che la traduzione di quello scientifico.

## Descrizione

### Dimensioni
Misura 18 cm di lunghezza, per 58-68 g di peso.

### Aspetto
Si tratta di uccelletti dall'aspetto massiccio e paffuto, muniti di testa di forma ovale e allungata munita di becco lungo, sottile e appuntito, collo corto e sottile, ali arrotondate, coda corta e squadrata e zampe allungate e robuste.
Il piumaggio si presenta di colore nero su testa (da cui il nome comune e il nome scientifico), dorso, petto, ventre (dove il nero sfuma nel grigiastro, addirittura con sfumature biancastre nell'area fra le zampe) e coda, mentre groppa e ali sono di colore bruno scuro (queste ultime con remiganti dalla tendenza a scurirsi nella metà distale, presentando punta nerastra) che sfuma nel bruno-rossiccio ramato su codione e sottocoda.
Il becco è nero, mentre le zampe sono di colore carnicino-violaceo: gli occhi sono di colore bruno scuro, con evidente cerchio perioculare glabro di colore bianco.

## Biologia
Si tratta di uccelli dalle abitudini di vita essenzialmente diurne, che vivono da soli o in coppie, passando la maggior parte della propria giornata al suolo o nelle immediate vicinanze di esso dedicandosi alla ricerca di cibo.
Il richiamo del formichiero testanera è rappresentato da una veloce serie ascendente di fischi, emessi al ritmo di 10 al secondo per una durata di circa 4-5 secondi.

### Alimentazione
Si tratta di uccelli dalla dieta insettivora, basata in prevalenza su insetti (grilli e altri ortotteri, blatte, forbicine) ma comprendente anche altri artropodi (come gli onischi) e piccoli invertebrati.

### Riproduzione
Si tratta di uccelli monogami, che durante la stagione riproduttiva (che in base alle osservazioni sul campo si estenderebbe da dicembre a maggio-giugno) divengono territoriali: a differenza delle altre specie congeneri, tuttavia, il tordo formichiero testanera vocalizza durante tutto l'arco dell'anno, e non solo durante la stagione degli amori.
Le informazioni riguardanti l'evento riproduttivo di questi uccelli sono molto scarse, riguardando unicamente l'osservazione di esemplari in condizioni riproduttive e di nidi con uova: questi ultimi hanno forma globosa e vengono costruiti in cavità dei tronchi intrecciando materiale vegetale, e le uova sono di colore bianco. A dispetto delle poche informazioni, tuttavia, si ha motivo di ritenere che la riproduzione del tordo formichiero testanera non differisca in maniera significativa, per modalità e tempistica, da quanto osservabile nelle altre specie congeneri.

## Distribuzione e habitat
Il tordo formichiero testanera è diffuso in un areale disgiunto che comprende due aree (corrispondenti all'areale delle due sottospecie), una che va dal nord-est della Costa Rica lungo la fascia costiera caraibica dell'America centrale fino alla porzione occidentale della comarca panamense di Guna Yala, e l'altra che va dalla Colombia centro-occidentale (dipartimento di Chocó) all'Ecuador occidentale (a sud fino alle province del Guayas e di Azuay), attraverso la fascia costiera pacifica del Sudamerica nord-occidentale.
L'habitat di questi uccelli è rappresentato dalla foresta pluviale tropicale, preferibilmente primaria ma anche secondaria (purché ben matura e con presenza di canopia chiusa e folto sottobosco), con una predilezione della ree carsiche con presenza di gravine.

## Tassonomia
Se ne riconoscono due sottospecie:
- Formicarius nigricapillus nigricapillus Ridgway, 1893 - la sottospecie nominale, diffusa nella porzione settentrionale dell'areale occupato dalla specie;
- Formicarius nigricapillus destructus Hartert, 1898 - diffusa nella porzione centro-meridionale dell'areale occupato dalla specie;